# Born (månekrater)
Born er et lille nedslagskrater på Månen. Det befinder sig nær den østlige rand på Månens forside og er opkaldt efter den tysk-engelske fysiker og nobelprismodtager Max Born (1882 – 1970).
Navnet blev officielt tildelt af den Internationale Astronomiske Union (IAU) i 1979.
Før det blev omdøbt af IAU, hed dette krater "Maclaurin Y".

## Omgivelser
Bornkrateret ligger nordøst for det fremtrædende Langrenuskrater. Maclaurinkrateret ligger nord for det.

## Karakteristika
Krateret er cirkulært og i almindelighed skålformet. Det har mørke områder, som strækker sig fra midtpunktet mod den nordøstlige rand, men er ellers ret ordinært.

## Måneatlas
- Billeder af Bornkrateret i LPI-måneatlasset